# Caersws Football Club
Maillots
Dernière mise à jour : 2 août 2011.
Le Caersws Football Club est un club gallois de football basé à Caersws, village d'environ 1500 habitants.

## Historique
- 1887 : fondation du club sous le nom de Caersws Amateurs FC
- 1974 : le club est renommé Caersws FC

## Bilan sportif

### Palmarès
- Coupe de la Ligue du pays de Galles
  - Vainqueur : 2001, 2002

### Bilan européen
Note : dans les résultats ci-dessous, le score du club est toujours donné en premier.
| Saison | Compétition     | Tour         | Club           | Domicile | Extérieur | Total |
| ------ | --------------- | ------------ | -------------- | -------- | --------- | ----- |
| 2002   | Coupe Intertoto | Premier tour | Marek Dupnitsa | 1 - 1    | 0 - 2     | 1 - 3 |

Légende
- Victoire ou qualification pour le tour suivant
- Match nul
- Défaite ou élimination de la compétition